# Cecilie Woller
Cecilie Woller (født 17. september 1992) er en dansk håndboldspiller, der spiller for den tyske klub SV Union Halle-Neustadt.  Hun har tidligere spillet for Nykøbing Falster Håndboldklub, FCM Håndbold og Ajax København. Hun har spillet på de danske ungdomslandshold og har bl.a. været med til at vinde OL-guld med ungdomslandsholdet.
Hun er tvillingesøster til håndboldspilleren Fie Woller.